# Еусебіо Бехарано
Еусебіо Бехарано (ісп. Eusebio Bejarano, нар. 6 травня 1948, Бадахос) — іспанський футболіст, що грав на позиції захисника, насамперед за мадридський «Атлетіко», у складі якого триразовий чемпіон Іспанії та володар Міжконтинентального кубка. 

## Клубна кар'єра
У дорослому футболі дебютував 1967 року виступами за команду «Бадахос» з рідного однойменного міста на рівні другого дивізіону. 
Вже наступного року молодого захисника запросив до своїх лав вищоліговий столичний «Атлетіко», в якому той відразу став гравцем основного складу. Відіграв за мадридський клуб наступні одинадцять сезонів своєї ігрової кар'єри. Більшість часу, проведеного у складі «Атлетіко», був основним гравцем захисту команди. Протягом цих років «матрасникі» були серед лідерів не лише іспанського, але й світового футболу, вигравши три чемпіонських титули, регулярно виступаючи у єврокубках та виборовши 1974 року Міжконтинентальний кубок.
1979 року став гравцем хіхонського «Спортінга», у складі якого, утім, взяв участь лише у трьох іграх на кубок країни. Наступного року повернувся до рідного «Бадахоса», в якому і провів заключний сезон своєї ігрової кар'єри на рівні третього іспанського дивізіону.

## Виступи за збірну
1971 року провів одну гру у складі молодіжної збірної Іспанії.

## Статистика виступів

### Статистика клубних виступів
| Сезон                | Команда              | Чемпіонат            | Чемпіонат | Чемпіонат | Національний кубок | Національний кубок | Національний кубок | Континентальні кубки | Континентальні кубки | Континентальні кубки | Інші змагання | Інші змагання | Інші змагання | Усього | Усього |
| Сезон                | Команда              | Ліга                 | Ігор      | Голів     | Ліга               | Ігор               | Голів              | Ліга                 | Ігор                 | Голів                | Ліга          | Ігор          | Голів         | Ігор   | Голів  |
| -------------------- | -------------------- | -------------------- | --------- | --------- | ------------------ | ------------------ | ------------------ | -------------------- | -------------------- | -------------------- | ------------- | ------------- | ------------- | ------ | ------ |
| 1967–68              | «Бадахос»            | СД                   | 14        | 0         | КІ                 | 1                  | 0                  |                      |                      |                      |               |               |               | 15     | 0      |
| 1968–69              | «Атлетіко»           | ПД                   | 23        | 0         | КІ                 | 0                  | 0                  | КЯ                   | 0                    | 0                    |               |               |               | 23     | 0      |
| 1969–70              | «Атлетіко»           | ПД                   | 22        | 0         | КІ                 | 1                  | 0                  |                      |                      |                      |               |               |               | 23     | 0      |
| 1970–71              | «Атлетіко»           | ПД                   | 13        | 0         | КІ                 | 4                  | 1                  | КВК                  | 4                    | 0                    |               |               |               | 21     | 1      |
| 1971–72              | «Атлетіко»           | ПД                   | 9         | 0         | КІ                 | 0                  | 0                  | КУЄФА                | 1                    | 0                    |               |               |               | 10     | 0      |
| 1972–73              | «Атлетіко»           | ПД                   | 13        | 0         | КІ                 | 2                  | 0                  | КЧ                   | 2                    | 0                    |               |               |               | 17     | 0      |
| 1973–74              | «Атлетіко»           | ПД                   | 22        | 0         | КІ                 | 6                  | 0                  | КВК                  | 8                    | 1                    |               |               |               | 38     | 1      |
| 1974–75              | «Атлетіко»           | ПД                   | 23        | 0         | КІ                 | 2                  | 0                  | КУЄФА                | 3                    | 0                    | МКК           | 2             | 0             | 30     | 0      |
| 1975–76              | «Атлетіко»           | ПД                   | 28        | 0         | КІ                 | 4                  | 0                  | КЧ                   | 4                    | 0                    |               |               |               | 36     | 0      |
| 1976–77              | «Атлетіко»           | ПД                   | 28        | 0         | КІ                 | 1                  | 0                  | КЧ                   | 5                    | 0                    |               |               |               | 34     | 0      |
| 1977–78              | «Атлетіко»           | ПД                   | 26        | 0         | КІ                 | 3                  | 0                  | КЧ                   | 4                    | 0                    |               |               |               | 33     | 0      |
| 1978–79              | «Атлетіко»           | ПД                   | 16        | 0         | КІ                 | 3                  | 0                  |                      |                      |                      |               |               |               | 19     | 0      |
| Усього за «Атлетіко» | Усього за «Атлетіко» | Усього за «Атлетіко» | 223       | 0         |                    | 26                 | 1                  |                      | 31                   | 1                    |               | 2             | 0             | 282    | 2      |
| 1979–80              | «Спортінг» (Хіхон)   | ПД                   | 0         | 0         | КІ                 | 3                  | 0                  | КУЄФА                | 0                    | 0                    |               |               |               | 3      | 0      |
| 1980–81              | «Бадахос»            | СДБ                  | 30        | 0         | КІ                 | 2                  | 0                  |                      |                      |                      |               |               |               | 32     | 0      |
| Усього за «Бадахос»  | Усього за «Бадахос»  | Усього за «Бадахос»  | 44        | 0         |                    | 3                  | 0                  |                      |                      |                      |               |               |               | 47     | 0      |
| Усього за кар'єру    | Усього за кар'єру    | Усього за кар'єру    | 267       | 0         |                    | 32                 | 1                  |                      | 31                   | 1                    |               | 2             | 0             |        |        |

## Титули і досягнення
- Чемпіон Іспанії (3):

«Атлетіко»: 1969-1970, 1972-1973, 1976-1977
- Володар Кубка Іспанії (2):

«Атлетіко»: 1971-1972, 1975-1976
- Володар Міжконтинентального кубка (1):

«Атлетіко»: 1974